# NGC 3716
NGC 3716 est une galaxie lenticulaire située dans la constellation du Lion. NGC 3716 a été découverte par l'astronome prussien Heinrich d'Arrest en 1866.

## Caractéristiques
NGC 3716 présente une large raie HI. Selon la base de données Simbad, NGC 3716 est une galaxie LINER, c'est-à-dire une galaxie dont le noyau présente un spectre d'émission caractérisé par de larges raies d'atomes faiblement ionisés.

### Distance
Sa vitesse par rapport au fond diffus cosmologique est de 6 989 ± 26 km/s, ce qui correspond à une distance de Hubble de 103,9 ± 7,2 Mpc (∼339 millions d'al).
À ce jour, une mesure non basée sur le décalage vers le rouge (redshift) donne une distance d'environ 83,900 Mpc (∼274 millions d'al). Cette valeur est à l'extérieur des valeurs de la distance de Hubble. Notons que c'est avec la valeur moyenne des mesures indépendantes, lorsqu'elles existent, que la base de données NASA/IPAC calcule le diamètre d'une galaxie et qu'en conséquence le diamètre de NGC 3716 pourrait être d'environ 22,2 kpc (∼72 400 al) si on utilisait la distance de Hubble pour le calculer.

### Galaxie isolée
NGC 3716 est une galaxie du champ, c'est-à-dire qu'elle n'appartient pas à un amas ou un groupe et qu'elle est donc gravitationnellement isolée.